# Sociologické nakladatelství
Sociologické nakladatelství SLON je dodnes fungující nakladatelství, které se zaměřuje zejména na publikace z oboru sociologie, politologie, sociální politiky a sociální práce, kulturní a sociální antropologie, moderních dějin, psychologie a příbuzných oborů. Okrajově se zaměřuje také na beletrii. Za dobu své existence vydalo již několik stovek publikací domácích i zahraničních autorů. Překlady tvoří zhruba třetinu celé produkce, ostatní knihy jsou od českých a slovenských autorů. Jan Halada popisuje Sociologické nakladatelství ve své Encyklopedii českých nakladatelství jako „výrazného a kvalitního producenta v sociálně-politické oblasti“. Za dobu existence vydalo nakladatelství zhruba 350 titulů, a to v některých případech opakovaně. Nejvíce vydání dosáhla učebnice Úvod do sociologie od Jana Kellera. Ročně vydává SLON okolo 12 titulů. Pro individuální odběratele založilo nakladatelství Klub sociologického nakladatelství.
Od roku 2021 je SLON součástí Nakladatelství Karolinum.

## Historie
Nakladatelství vzniklo v září 1991 v Praze jako společný projekt Jiřího Ryby a Aleny Miltové, která je vedena jako majitelka do současnosti. Zpočátku zakladatelé hledali autory především ve svém nejbližším okolí z řad přátel a známých z akademické půdy. I v současné době jsou čeští autoři SLONa většinou vysokoškolští učitelé a vědečtí pracovníci. Ze zahraničních autorů se Sociologické nakladatelství nezaměřuje primárně na známá jména, rozhodujícím faktorem je přínos pro českou akademickou obec a širší veřejnost. Proto mezi vydanými překlady nalezneme také jednotlivé studie a učebnice. Mezi autory děl vydaných v Sociologickém nakladatelství patří například Vladimíra Dvořáková, Pavel Hartl, Jan Keller, Erazim Kohák, Oldřich Matoušek, Ivo Možný, Miloslav Petrusek, Jiří Přibáň. Ze zahraničních autorů například Zygmunt Bauman, Ulrich Beck, Gustave Le Bon, Émile Durkheim, Friedrich August von Hayek, Bronisław Malinowski, George Herbert Mead, Robert F. Murphy, Giovanni Sartori a Thorstein Veblen.

## Produkce
Od počátku se nakladatelství snažilo vytvořit systém edičních řad; nejprve jich bylo devět, postupně přibývaly další. V současné době (2022) mezi ediční řady patří např. Základy sociologie, KLAS (Klasická sociologická tradice), MOST (Moderní sociologická teorie), POST (Postmoderní sociologické teorie), Studie, Sociologická pojmosloví apod. Ediční politika je směrována na vysokoškolské studenty a pedagogy, odborníky z oblasti společenských věd či středoškolské pedagogy. Ovšem různé edice a jednotlivé tituly rozšiřují čtenářskou skupinu o sociální pracovníky nebo o studenty práv (např. Sociologie práva od Jiřího Přibáně).

## Edice

### Základy sociologie
Publikace popisující a vysvětlující základní sociologické pojmy a jevy.

### KLAS
Práce klasiků sociologického myšlení, hlavně francouzského, německého a anglosaského původu. Díla jsou doplněna poznámkami o autorovi, jeho životním díle a konkrétním textu.

### MOST
Ediční řada obsahující díla nejvýznamnějších světových sociologů 20. století. Zařazuje také autory z příbuzných věd, kteří měli vliv na vývoj sociologie. Texty jsou směrovány mj. na laickou veřejnost.

### POST
Záměrem edice je ukázat prostřednictvím vhodně vybraných přeložených i původních prací postmoderní dobu a společnost ze sociologického hlediska, a tím přispět k lepšímu porozumění rozporům společnosti, v níž žijeme.

### Studie
Originální sociologické monografie a sborníky českých i zahraničních autorů k aktuálním tématům.

### Sociologické pojmosloví
Systémy základních pojmů zpracované do sešitového vydání. Vychází z materiálů Velkého sociologického slovníku. Obsahuje také vývoj disciplín, orientační schémata a seznamy literatury.

### Pracovní texty
Obsahují autentické obsahy přednášek, seminářů a konferencí. Součástí řady jsou i kompilace.

### Studijní texty
České a zahraniční výkladové texty, které se neotřelým způsobem zabývají společenskými problémy. Obsahuje také soubory překladů k tématům, kterým u nás chybí úplné vědecké zpracování.

### Anglická řada
Originální práce českých i zahraničních autorů v angličtině.

### Sociologické aktuality
Práce na aktuální témata určené širšímu okruhu čtenářů.

### Ze sociologických archivů
Edice, která se zaměřuje na analýzu historických období, skupin sociologů nebo výrazných osobností české sociologie. Obsahuje také např. autentické vzpomínky, dokumenty a ukázky z prací.

### Politické systémy
Publikace zabývající se pluralitními politickými systémy v nejrůznějších zemích světa, zejména pak Evropy.

### Gender sondy
Přiblížení a definice problémů a otázek spojených s postavením žen a mužů ve společnosti. Záměrem je mj. nabídnout publikace, které se na někdy kontroverzní téma snaží nahlížet bez bojového tónu. První knihy vyšly ve spolupráci s nakladatelstvím Libri, od roku 2006 série pokračuje ve SLONu.

### Ediční řada CARGO
Ediční řada vydávaná ve spolupráci s Českou asociací pro sociální antropologii (CASA). Je zaměřena na sociální a kulturní antropologii a nabízí analýzu života v jiných společnostech a kulturách. Tyto knihy nevyžadují znalost oborové terminologie a hluboké porozumění problematice oboru.

## Mimo edice vyšlo
- BARTOŇOVÁ, Dagmar et al. Demografická situace České republiky: proměny a kontexty 1993–2008. 2011. ISBN 978-80-7419-024-7.
- BARTOŇOVÁ, Dagmar et al. Population development in the Czech Republic 2007. [Populační vývoj České republiky 2007] 2009. ISBN 978-80-7419-021-6.
- BENDA, Libor. Akademická svoboda jako filosofický problém: Pravda, spravedlnost a profesionální zodpovědnost. 2020. ISBN 978-80-7419-304-0.
- GALLUS, Petr. Pravda, univerzita a akademické svobody. 2020. ISBN 978-80-7419-288-3.
- HORSKÝ, Jan, ed. a HROCH, Miroslav, ed. Sto let: hodnota svobody, nebo cena za nezávislost? 2018. ISBN 978-80-7419-273-9.
- JANATA, Michal. Nezavršitelnost spravedlnosti. Praha: Malvern, 2020. ISBN 978-80-7419-305-7, ISBN 978-80-7530-264-9.
- JEŘÁBEK, Hynek. Má sociologická dobrodružství: lidé, místa, vědecká setkání. 2019. ISBN 978-80-7419-287-6.
- KOHÁK, Erazim. Oheň a hvězdy: filosofická zamýšlení nad morálním smyslem přírody. 2016. ISBN 978-80-7419-236-4.
- NEŠPOR, Zdeněk R., ed. a KOPECKÁ, Anna, ed. Kdo je kdo v české sociologii a příbuzných oborech. 2011. ISBN 978-80-7419-051-3.
- OATES-INDRUCHOVÁ, Libora, ed. Tvrdošíjnost myšlenky: od feministické kriminologie k teorii genderu: na počest profesorky Gerlindy Šmausové. 2011. ISBN 978-80-7419-043-8.
- PETRUSEK, Miloslav a MILTOVÁ, Alena, ed. Marx, marxismus a sociologie: texty z pozůstalosti 1. 2014. ISBN 978-80-7419-173-2.
- PETRUSEK, Miloslav et al. Ale snad i pro toto jsme žili, ne?: výber z korešpondencie Milana Petruska a Aleny Miltovej s Martinom Bútorom a Zorou Bútorovou: 1985–1989. ISBN 978-80-7419-247-0.
- PETRUSEK, Miloslav. České sociální vědy v exilu. 2011. ISBN 978-80-7419-064-3.
- POTŮČEK, Martin a kol. Jak jsme na tom: a co dál?: strategický audit České republiky. 2005. ISBN 80-86429-45-8.
- ŠTUCBARTOVÁ, Linda, ed. Velvyslanci i bez diplomatického pasu: 21 rozhovorů nejen o kariéře s osobnostmi, které proslavily naši zemi v zahraničí. 2011. ISBN 978-80-7419-062-9.
- TOMEŠ, Josef, ed. Ženy ve spektru civilizací: (k proměnám postavení žen ve vývoji lidské společnosti). 2009. ISBN 978-80-7419-009-4.
- TOMEŠ, Josef, ed. a KREJČÍ, Jaroslav. Naše nynější modernita: (diskuse o dějinné perspektivě modernity v pojetí Jaroslava Krejčího). 2008. ISBN 978-80-86429-82-3.
- VODÁKOVÁ, Alena. Stará paní ještě píše: deník socioložky na odpočinku. 2018. ISBN 978-80-7419-269-2.

## Nejúspěšnější tituly
- Zygmunt Bauman: Myslet sociologicky – Netradiční učebnice, která je pomůckou pro chápání problémů každodenního života, o kterých nemáme čas nebo příležitost přemýšlet.
- Jan Keller Úvod do sociologie – Učebnice seznamující se základními moderními sociologickými teoriemi, směry sociologického myšlení a uvádějící výčet předních osobností sociologie 20. století. Součástí je terminologický slovníček.
- Jaroslav Krejčí: Postižitelné proudy dějin – Objevná práce popisující přístup komparativní religionistiky, obecné historie a sociologie dějin.
- Robert F. Murphy Úvod do kulturní a sociální antropologie – První systematicky učebnicový výklad kulturní a sociální antropologie na českém trhu.